# Culicoides diffusus
Culicoides diffusus är en tvåvingeart som beskrevs av Gustavo R. Spinelli 1993. Culicoides diffusus ingår i släktet Culicoides och familjen svidknott. Inga underarter finns listade i Catalogue of Life.